# Clavichorema chiloeanum
Clavichorema chiloeanum är en nattsländeart som beskrevs av Schmid 1955. Clavichorema chiloeanum ingår i släktet Clavichorema och familjen Hydrobiosidae. Inga underarter finns listade i Catalogue of Life.

## Bildgalleri

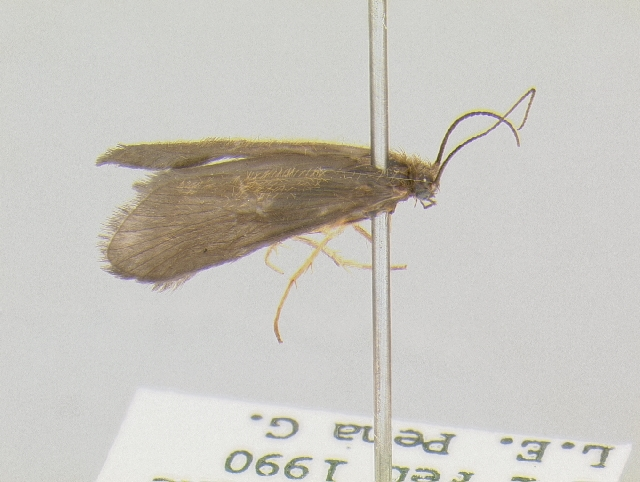